# Герб Олешківського району
Герб Олешківського району — офіційний символ Олешківського району, затверджений рішенням сесії районної ради.

## Опис
Щит перетягнутий зеленим і золотим. На щиті срібний сувій; на верхньому полі срібні шабля та булава в косий хрест, на нижньому полі гілка сосни справа та виноградна лоза з гроном зліва, під якими напис "Олешківський район". Нитяна глава перетятя лазуровим і золотим. Щит обрамлено колосками, обвитими стрічкою.